# Takamatsu Shinji
Takamatsu Shinji (tiếng Nhật: 高松信司 Takamatsu Shinji?, sinh ngày 3 tháng 12 năm 1961) là họa sĩ diễn hoạt và nhà biên kịch Nhật Bản.

## Sự nghiệp điện ảnh

### Đạo diễn
- Mobile Suit SD Gundam's Counterattack (1989; đạo diễn)
- The Brave Express Might Gaine (1993; đạo diễn chính, kịch bản hình ảnh tập phim truyền hình, đạo diễn tập phim truyền hình với bút danh "Tesaki Okuno" (握乃手紗貴?))
- Brave Police J-Decker (1994; đạo diễn chính, kịch bản hình ảnh tập phim truyền hình)
- The Brave of Gold Goldran (1995; đạo diễn chính, kịch bản hình ảnh tập phim truyền hình)
- Mobile Suit Gundam Wing (1995; đạo diễn hành động [có vẻ như thế], kịch bản hình ảnh tập phim truyền hình)
- After War Gundam X (1996; đạo diễn chính, kịch bản hình ảnh tập phim truyền hình)
- Kochira Katsushika-ku Kameari Kōen-mae Hashutsujo (1998; đạo diễn chính từ tập 76 đến tập 338)
- Kochira Katsushika-ku Kameari Kōen-mae Hashutsujo The Movie (1999; đạo diễn)
- Kikkake wa Rough-kun (2002; đạo diễn chính)
- Kochira Katsushika-ku Kameari Kōen-mae Hashutsujo The Movie 2: UFO Shūrai! Tornado Daisakusen!! (2003; đạo diễn)
- School Rumble (2004; đạo diễn chính, kịch bản hình ảnh tập phim truyền hình, đạo diễn tập phim truyền hình)
- Gin Tama OVA (2005; đạo diễn chính)
- Ginban Kaleidoscope (2005; đạo diễn chính, kịch bản hình ảnh tập phim truyền hình dưới bút danh "Shinji Takamatsu" (タカマツシンジ?))
- School Rumble: Extra Class (2005; đạo diễn chính)
- Gin Tama (2006; đạo diễn chính từ tập 1 đến tập 105; người giám sát từ tập 106 đến tập 201; nhà sản xuất thu âm từ tập 53 đến tập 2012)
- School Rumble: Third Semester (2008; đạo diễn chính)
- Sora no Manimani (2009; đạo diễn chính, nhà biên kịch chính, kịch bản hình ảnh tập phim truyền hình)
- Gintama: The Movie (2010; đạo diễn) — Prugio Citizen's Choice Award tại Puchon International Fantastic Film Festival[1]
- Gintama' (2011; người giám sát, nhà sản xuất thu âm)
- Danshi Kōkōsei no Nichijō (2012; đạo diễn chính, nhà biên kịch chính, kịch bản hình ảnh tập phim truyền hình)[2]
- Chō Soku Henkei Gyrozetter (2012, đạo diễn chính, nhà sản xuất thu âm)[3]
- Ixion Saga DT (2012, đạo diễn chính, nhà sản xuất thu âm, kịch bản hình ảnh tập phim truyền hình)
- Cute High Earth Defense Club Love! (2015; đạo diễn)[4]
- Haven't You Heard? I'm Sakamoto (2016; đạo diễn)
- Grand Blue (2018, đạo diễn)

### Vai trò khác
- Mobile Suit Zeta Gundam (1985; đạo diễn tập phim truyền hình dưới bút danh "Tsumakata Jinshi" (妻方仁?))
- Mobile Suit Gundam ZZ (1986;  kịch bản hình ảnh tập phim truyền hình, đạo diễn tập phim truyền hình)
- Deat Heat (1987; đạo diễn tập phim truyền hình)
- Dirty Pair OVA (1987;  kịch bản hình ảnh tập phim truyền hình, đạo diễn tập phim truyền hình)
- Metal Armor Dragonar (1987;  kịch bản hình ảnh tập phim truyền hình)
- Armor Hunter Mellowlink (1988;  kịch bản hình ảnh tập phim truyền hình, đạo diễn tập phim truyền hình)
- Mobile Suit Gundam: Char's Counterattack (1998; đồng sản xuất)
- Ronin Warriors (1988; coordinator phần mở đầu và phần kết thúc; kịch bản hình ảnh tập phim truyền hình, đạo diễn tập phim truyền hình)
- Mobile Suit Gundam 0080: War in the Pocket (1989;  kịch bản hình ảnh tập phim truyền hình, đạo diễn tập phim truyền hình)
- Patlabor: The TV Series (1989;  kịch bản hình ảnh tập phim truyền hình, đạo diễn tập phim truyền hình)
- Brave Exkaiser (1990;  kịch bản hình ảnh tập phim truyền hình, đạo diễn tập phim truyền hình)
- Nhóc Maruko (1990;  kịch bản hình ảnh tập phim truyền hình, đạo diễn tập phim truyền hình)
- Mobile Suit SD Gundam OVA (1990;  kịch bản hình ảnh tập phim truyền hình, đạo diễn tập phim truyền hình)
- The Brave Fighter of Sun Fighbird (1991;  kịch bản hình ảnh tập phim truyền hình, đạo diễn tập phim truyền hình)
- The Brave Fighter of Legend Da-Garn (1992; phó giám đốc sản xuất;  kịch bản hình ảnh tập phim truyền hình, đạo diễn tập phim truyền hình)
- Salad Jūyūshi Tomatoman (1992;  kịch bản hình ảnh tập phim truyền hình, đạo diễn tập phim truyền hình)
- The King of Braves GaoGaiGar (1996;  kịch bản hình ảnh tập phim truyền hình dưới bút danh "Tesaki Okuno")
- Ginga Hyōryū Vifam (1998;  kịch bản hình ảnh tập phim truyền hình, đạo diễn tập phim truyền hình)
- Japan Hikarian Railroad (1998;  kịch bản hình ảnh tập phim truyền hình
- Outlaw Star (1998;  kịch bản hình ảnh tập phim truyền hình)
- Yu-Gi-Oh! Duel Monsters (2000;  kịch bản hình ảnh tập phim truyền hình)
- Brigadoon: Marin & Melan (2001;  kịch bản hình ảnh tập phim truyền hình)
- s-CRY-ed (2001;  kịch bản hình ảnh tập phim truyền hình)
- Lightning Attack Express (2002;  kịch bản hình ảnh tập phim truyền hình)
- AM Driver (2004;  kịch bản hình ảnh tập phim truyền hình dưới bút danh "Tesaki Okuno")
- Gintama: The Movie: The Final Chapter: Be Forever Yorozuya (2013; người giám sát, nhà sản xuất thu âm)